# Light Years
Light years е седмият студиен албум на австралийската певица Кайли Миноуг. Той е издаден на 22 септември 2000 година. Миноуг започва работа по албума през 1999 – 2000 г. с известни композитори и продуценти.

## История
След излизането си, албумът достигна първо място в Австралия и второ във Великобритания. Първият сингъл на албума е Spinning Around. Албумът достига до първо място в Австралия.

## Сингли
- Spinning Around е издаден през юни 2000 г. Той достига първо в Австралия и Великобритания. Този сингъл не е издаден в САЩ.

- On a Night like This е издаден през септември 2000 г. Той достига първо място в Австралия и второ място във Великобритания. Този сингъл не е издаден в САЩ.

- Please Stay е издаден през декември 2000 г. Той достига 15. място в Австралия и десето място във Великобритания. Този сингъл не е издаден в САЩ.

- Your Disco Needs You е издаден през януари 2001 г. Той достига 20. място в Австралия и сто петдесет и второ място във Великобритания. Този сингъл не е издаден в САЩ.

## Списък с песните

### Оригинален траклист
1. Password (скрит трак) – 3:50
2. Spinning Around – 3:27
3. On a Night Like This – 3:33
4. So Now Goodbye – 3:37
5. Disco Down – 3:57
6. Loveboat – 4:10
7. Koocachoo – 4:00
8. Your Disco Needs You – 3:33
9. Please Stay – 4:08
10. Bittersweet Goodbye – 3:43
11. Butterfly – 4:09
12. Under the Influence of Love – 3:32
13. I'm So High – 3:33
14. Kids (с Роби Уилямс) – 4:20
15. Light Years – 4:47

### Японско издание
1. Your Disco Needs You (японска версия) – 3:33
2. Password (скрит трак) – 3:50

### Испанско издание
1. Your Disco Needs You (испанска версия) – 3:33
2. Password (скрит трак) – 3:50

### Немско издание
1. Your Disco Needs You (немска версия) – 3:33
2. Password (скрит трак) – 3:50

### Специално tour издание
1. Spinning Around (7th District Club Mental Mix) – 6:33
2. Spinning Around (Sharp Vocal Mix) – 7:04
3. On a Night Like This (Rob Searle Mix) – 7:58
4. On a Night Like This (Bini & Martini Club Mix) – 6:33
5. Please Stay (Hatiras Dreamy Dub Mix) – 7:02
6. Please Stay (7th District Radio Mix) – 4:00
7. Please Stay (7th District Club Flava Mix) – 6:33
8. Butterfly (Sandstorm Dub) – 9:03
9. Your Disco Needs You (Casino Mix) – 3:38

### Австралийско tour лимитирано издание
1. Spinning Around (7th District Club Mental Mix) – 6:33
2. Spinning Around (Sharp Vocal Mix) – 7:04
3. On a Night Like This (Rob Searle Mix) – 7:58
4. On a Night Like This (Bini & Martini Club Mix) – 6:33
5. On a Night Like This (Bini & Martini Dub Mix) – 6:34
6. Please Stay (Hatiras Dreamy Dub Mix) – 7:02
7. Please Stay (Metro Mix) – 5:50
8. Please Stay (7th District Club Flava Mix) – 6:33
9. Butterfly (Sandstorm Dub) – 9:03
10. Your Disco Needs You (Casino Radio Mix) – 3:38
11. Physical – 4:42

## Екип
- Кайли Миноуг – вокал, беквокали
- Guy Chambers – китара, продуцент
- Big G. – китара, продуцент, engineer, микс
- Alan Ross – китара
- Neil Taylor – китара
- John Themis – китара
- Paul Turner – китара, бас
- Winston Blissett – бас
- Steve Lewinson – бас
- Phil Spalding – бас, fuzz бас
- Dave Clews – кейборд, programming
- Simon Hale – кейборд, conductor, string arrangements
- Steve Power – кейборд, продуцент, engineer, микс
- Craig J. Snider – кейборд
- Paul Mertens – flute
- Resin Rubbers – strings
- Andy Duncan – percussion, drum programming
- Tracie Ackerman – беквокали
- Andy Caine – беквокали
- Rick Driscoll – беквокали
- Lance Ellington – беквокали
- Clive Griffith – беквокали
- Pete Howarth – беквокали
- Sylvia Mason James – беквокали
- Katie Kissoon – беквокали
- Mick Mullins – беквокали
- Sharon Murphy – беквокали
- Tessa Niles – беквокали
- Gary Nuttall – беквокали
- Dan Russell – беквокали
- Jonn Savannah – беквокали
- Miriam Stockley – беквокали
- Tony Walthers – беквокали
- Carl Wayne – беквокали
- Paul "Tubbs" Williams – беквокали
- Claire Worrall – беквокали
- Will Malone – аранжимент, conductor
- Dave Sears – аранжимент
- Gavyn Wright – conductor
- Johnny Douglas – продуцент, beats
- Julian Gallagher – продуцент
- Mark Picchiotti – продуцент, микс
- Graham Stack – продуцент, микс
- Richard Stannard – продуцент
- Mark Taylor – продуцент, микс
- Sergio Flores – re-produced
- Ash Howes – микс, recording
- Tom Carlisle – engineer, микс
- Savvas Lossifidis – engineer
- Ren Swan – engineer, микс
- Richard Woodcraft – engineer
- Adam Brown – микс, recording
- Steve McNichol – programming
- David Naughton – assistant engineer
- Alvin Sweeney – assistant
- Jim Brumby – digital editing
- Pete Davis – digital editing
- Richard Flack – digital editing
- Dave McCracken – digital editing
- Mike Spencer – production concept
- Vincent Peters – фотосесия
- William Baker – стилист